# The Wonderful World of Antônio Carlos Jobim
The Wonderful World of Antônio Carlos Jobim é o segundo álbum de estúdio de Antônio Carlos Jobim, com arranjos de Nelson Riddle. Foi lançado em 1965 e ficou em 57º lugar na parada de fim de ano da Billboard 200 em 1965.

## Gravação
The wonderful world of Antonio Carlos Jobim é o segundo álbum do cantor e compositor brasileiro Antonio Carlos Jobim a ser gravado no exterior, após o lançamento de The Composer of Desafinado, Plays em 1965.
O disco foi gravado em Los Angeles, na Califórnia, nos Estados Unidos, no ano de 1964, pela Warner Records, com arranjos de Nelson Riddle, o arranjador que trabalhou com artistas como Frank Sinatra, Nat King Cole e Ella Fitzgerald. Inclui as inéditas Surfboard e Bonita. Além de piano e violão, Tom canta e faz parceria com o baterista Dom Um Romão e teve produção de Jimmy Hilliard.

## Faixas
| N.º | Título                      | Compositor(es)                    | Duração |  |
| 1.  | "She's a Carioca"           | Vinicius de Moraes, Ray Gilbert   | 2:38    |  |
| 2.  | "Água de Beber"             | Vinicius de Moraes, Norman Gimbel | 2:29    |  |
| 3.  | "Surfboard"                 | Antonio Carlos Jobim              | 2:24    |  |
| 4.  | "Useless Landscape"         | Ray Gilbert, Aloísio de Oliveira  | 2:18    |  |
| 5.  | "Só Tinha de Ser Com Você"  | Aloísio de Oliveira               | 2:29    |  |
| 6.  | "A Felicidade"              | Vinicius de Moraes                | 2:07    |  |
| 7.  | "Bonita"                    | Gene Lees [en]                    | 2:09    |  |
| 8.  | "O Morro Não Tem Vez"       | Vinicius de Moraes                | 2:37    |  |
| 9.  | "Valsa de Pôrto das Caixas" | Antonio Carlos Jobim              | 3:22    |  |
| 10. | "Samba do Avião"            | Antonio Carlos Jobim              | 2:13    |  |
| 11. | "Por Toda a Minha Vida"     | Vinicius de Moraes                | 1:51    |  |
| 12. | "Dindi"                     | Ray Gilbert, Aloísio de Oliveira  | 2:35    |  |

## Recepção
| Críticas profissionais | Críticas profissionais |
| Avaliações da crítica  | Avaliações da crítica  |
| Fonte                  | Avaliação              |
| ---------------------- | ---------------------- |
| AllMusic               | link                   |

O biógrafo de Nelson Riddle, Peter Levinson [en], disse: “[O] mais belo álbum que Nelson arranjou em toda a sua carreira foi The Wonderful World of Antonio Carlos Jobim, gravado em 1965. É realmente o funcionamento interno da combinação Jobim/Riddle – a ternura e a sensualidade que predominaram ao longo dessa gravação – que revelou o quanto Nelson e 'Tom' Jobim eram almas gêmeas.... Nelson usou uma mistura de flautas, trombones e cordas para transmitir perfeitamente o romantismo do samba. Os vocais e o violão de Jobim, em português e com forte sotaque inglês, combinavam perfeitamente com os arranjos de Nelson.”
John Bush, em uma resenha da AllMusic, foi mais crítico em relação ao álbum, dizendo que a promissora dupla estava limitada pelos arranjos “surpreendentemente seguros” de Riddle e pelos “vocais trêmulos” de Jobim. Ainda assim, Bush elogiou a interpretação sutil de Jobim em músicas como “Dindi” e “A Felicidade” e chamou “She's a Carioca” de uma sequência alegre de “The Girl from Ipanema”.

## Ficha técnica
- Antônio Carlos Jobim — violão, piano
- Nelson Riddle — arranjador, condutor
- Dom Um Romão — bateria
- Jimmy Hilliard — produção